# Ганна Куленті
Ганна Куленті (нар. 18 березня 1961, Білосток) — польська композиторка сучасної класичної музики. З 1992 року вона працювала і жила як у Варшаві (Польща), так і в Арнемі (Нідерланди).

## Музичне виховання
Після навчання фортепіано в музичній школі Кароля Шимановського у Варшаві з 1976 по 1980 рік, Куленті навчалася композиції у Влодзімежа Котонського в Музичній академії імені Фридерика Шопена у Варшаві. З 1986 по 1988 рік  вивчала композицію в Королівській консерваторії в Гаазі. У 1984 та 1988 роках брала участь у Дармштадтських міжнародних літніх курсах нової музики. У 1983 та 1990 роках вона була учасницею Міжнародних курсів для молодих композиторів у Казімєжі.

## Основні напрямки діяльності
З 1989 року Куленті працювала вільнонайманим композитором і отримувала численні комісії та стипендії. Вона написала дві опери та дванадцять творів для великого оркестру. Ганна Куленті - авторка численних творів для сольних інструментів та камерних груп. 
Протягом 1990 року вона була запрошеним композитором у Німецькій службі академічних обмінів у Берліні. У 1998 р. Її запросили лектором трьох університетів Лос-Анджелеса. У 1999/2000 рр. вона була композитором у Хет Гелдерс Оркест у Нідерландах. У листопаді 2000 року в Кельні був організований концерт (вийшов на компакт-диску "Arcs & Circles"). Вона читала лекції на фестивалі в (Сан-Франциско) та у 2005 році в Торонто. У 2007 році Куленті була запрошеним професором в Музичній академії в Барселоні.
Вона була членом журі під час Мюнхенської бієнале в 1995 р., під час  конкурсу на отримання Міжнародної премії композиторів імені Гаудеамуса 2002 р. В Амстердамі, під час 9-го Міжнародного конкурсу композиторів Казімежа Сероцького у Варшаві (2003 р.), під час Міжнародного конкурсу нової камерної опери "Орфей- Лучано Беріо 2003–2004 "у Сполето, у 2005 та 2007 під час Міжнародного конкурсу сучасної камерної музики у Кракові.

## Стиль і техніка композиції
"Музика Ганни Куленті пронизана образами органічного перетворення та зростання. Інтуїтивне формування звукових моделей, розширені фрази та детальні текстури в цих роботах є результатом оригінальної композиційної техніки Куленті. Роботи включають багато шарів одночасних "арок", які можуть починатися в різних точках їх траєкторій і тривати з різною швидкістю.
Її  стиль еволюціонував за роки після її сліпучого оркестрового дебюту, улюбленим середовищем Куленті став симфонічний оркестр.
Протягом 90-х років композитор розробила оригінальну версію «пост-мінімалістського» стилю. Вона назвала цей стиль своєю версією «європейської музики трансу». У цей період Куленті рідко використовувала раптові зміни, натомість вона часто структурувала свої композиції, повільно розвиваючись у часі.
Її схильність до музичної драми та напруженість емоцій знайшли відповідний вираз у її музиці для сцени.
Новітня композиційна техніка Куленті «поліфонія часових вимірів» підкреслює круговість часу та одночасність подій часу».

## Нагороди
У 1985 р. Куленті був нагороджений другою премією Європейського конкурсу молодих композиторів (1985).
У 1987 році вона була нагороджена премією Станіслава Виспянського (2 клас).
Того ж року вона була нагороджена другою премією на Конкурсі молодих композиторів Польської спілки композиторів (1987).
Вона також була нагороджена призами у конкурсі композиторів від Варшавського відділення Спілки композиторів Польщі.
У 2003 році її композиція «Трубний концерт» (2002) отримала першу премію на 50-й Міжнародній трибуні композиторів.
Її композиції Прелюдій, Постлюдій та Псалом для віолончелі та акордеона (2007) та Струнний квартет № 3 - Розкажи мені про це (2008) були відповідно обрані серед десяти найкращих голландських композицій 2007 та 2008 років під час конкурсу «Toonzetters» в Амстердамі.

## Про вистави
Композиції Куленті були представлені на фестивалях у цілому світ. Такі солісти, як Ізабель Ван Келен, Елізабет Хойнацка, Кшиштоф Банковський, Марко Блау і Франк Петерс, виконували її твори, як і голландський ансамбль De Ereprijs, який кілька разів доручав їй писати твори. У 2008 році квартет "Кронос" виконав свій струнний квартет No4. Після успіху її опери «Мати чорнокрилих мрій» на Мюнхенській бієнале 1996 року її вважають «однією з провідних фігур польської композиторської сцени».

## Список творів (за жанром)

### Опери та інші сценічні твори
- Гофманніяна (2003) - опера в двох діях
- Мати чорнокрилих мрій (1995) - опера в одному акті
- Przypowieść o ziarnie (1985) - камерна опера / монодрама
- Острів (2006) - сценічна робота для труби соло, голосу, ансамблю та стрічки
- Загублені та знайдені двадцять п’ять (2008) - музично-танцювальний театр для ансамблю та стрічки

### Симфонічний оркестр та камерний оркестр
- Ad unum (1985) - симфонічний оркестр
- Дихай (1987) - камерний оркестр
- Сертус (1997) - камерний оркестр
- Частина перша (1998) - симфонічний оркестр
- Пассакалья (1992) - камерний оркестр
- Фортепіанний концерт No2 (1991) - фортепіано, симфонічний оркестр
- Фортепіанний концерт No 3 (2003) - фортепіано, симфонічний оркестр
- Quatro (1986) - камерний оркестр
- Тригон (1989) - камерний оркестр
- Sinequan Forte A (1994) - сольний підсилений віолончель із запізненням, симфонічний оркестр
- Sinequan Forte B (1994), сольний підсилений віолончель із запізненням, камерний оркестр
- Симфонія No 1 (1986) - симфонічний оркестр
- Симфонія No2 (1987) - симфонічний оркестр, змішаний хор
- Симфонія No 3 (2000) - симфонічний оркестр
- Трубний концерт (2002) - труба, симфонічний оркестр
- Скрипковий концерт No 1 (1993) - скрипка, симфонічний оркестр
- Скрипковий концерт No2 (1996) - скрипка, симфонічний оркестр

### Великий ансамбль
- Кілька хвилин для Ereprijs (1992) - ансамбль
- Повітря (1991) - ансамбль
- Ельфен (1997) - балетна музика для ансамблю
- Концерт для флейти No. 1 (2001) - флейта (ампліфікація, затримка) та камерний оркестр
- Going Up 2 (1995) - ансамбль
- Mezzo Tango (2004) - духовий оркестр
- Mezzo Tango 2 (2005) - ансамбль
- Фортепіанний концерт No1 (1990) - фортепіано, ансамбль
- Перпетус (1989) - ансамбль
- Листівка з Європи (2004) - ансамбль
- Скрипковий концерт No1 (1992) - скрипка, ансамбль

### Камерні групи
- Аркус (1988) - троє перкусіоністів
- aaa TRE (1988) - альт, віолончель, контрабас
- Пісня колиски (1993) - скрипка, віолончель, фортепіано
- Четверте коло (1994) - скрипка (або альт / віолончель) та фортепіано
- Шосте коло (1995) - труба, фортепіано
- Асджаава (2001) - меццо-сопрано, флейта, арфа, фортепіано, перкусія, електроніка
- Блаттінус (1996) - квартет саксофонів
- Латунь No2 (2005) - для ріжка та труби
- Гармата (1988) - скрипка, фортепіано
- Crossing Lines (2001) - скрипка, кларнет, фортепіано
- Децимо (2000) - для хору, шість голосів
- Going Up 1 (1995) - скрипка, контрабас
- Поцілунки та хрести (2007) - для фортепіано та перкусії
- Lysanxia (1994) - гамелан, стрічка
- ММ-блюз (1999) - два фортепіано та дві ударні
- Прелюдій, постлюдій та псалом (2007) - для віолончелі та баяна
- Квінто (1986) - два фортепіано
- Веселка 3 (2003) - фортепіано та два духові інструменти
- Rapidus (1998) - квартет саксофонів
- Ride (1987) - шість перкусіоністів
- Біг (2004) - флейта та фортепіано
- Сьєрра (1996) - скрипка, віолончель
- Стрето (1998) - флейта, кларнет, віолончель, гітара
- Струнний квартет No. 1 (1984)
- Струнний квартет No2 (1990)
- Струнний квартет No3 - Розкажи мені про це (2007)
- Струнний квартет No4 (Пісня колиски) (2007)
- Sugar-Fela Tango (2009) - для фортепіано та чотирьох інструментів
- Розкажи мені про це 1 (2006) - для кларнету, віолончелі, тромбону та фортепіано
- Розкажи мені про це 2 (2006) - для бас-кларнету, віолончелі, тромбону та контрабасу
- Чекаючи… (1997) - голос, фортепіано

### Індивідуальні інструменти
- Arci (1986) - сольно перкусія
- П’яте коло (1994) - альт-флейта із запізненням
- Третє коло (1996) - соло для фортепіано
- Латунь No1 (2004) - труба соло
- Латунь No2 (2004) - ріг та труба
- Латунь No 3 (2005) - соло з рогом або соло на трубі
- Латунь No4 (2007) - соло туба
- Каденца (1992) - скрипка соло із запізненням
- Drive Blues (2000) - соло для фортепіано
- E for E (1991) - соло клавесину
- Гармоній (1999) - гармонія соло
- Один за одним (1988) - соло маримба
- Preludium and Psalm (2007) - соло гармонії або інший клавішний інструмент
- Сесто (1985) - фортепіано соло
- Sinequan (1993) - віолончель-соло з необов’язковою затримкою
- Sinequan (рев. 1993) - віолончель-соло із запізненням
- Натюрморт з віолончеллю (1993) - соло для віолончелі
- Натюрморт із скрипкою (1985) - скрипка соло
- Три хвилини для контрабасу (1983) - соло з контрабасом

### Електроакустична музика
- Prośba o Słońce [Прохання про сонце] (1984) - електроакустична стрічка
- Сувенір із санаторію (1988) - комп’ютерна музика